# Anthurium sebastianense
Anthurium sebastianense là một loài thực vật có hoa trong họ Ráy (Araceae). Loài này được Croat & Cerón mô tả khoa học đầu tiên năm 2008.